# 에지바우두 지 프헤이타스
에지바우두 지 프헤이타스(포르투갈어: Edevaldo de Freitas, 1958년 1월 28일, 히우 지 자네이루 주 캄푸스 두스 고이타카지스 ~)는 줄여서 에지바우두(포르투갈어: Edevaldo)로 알려진 브라질의 전직 축구 선수로, 현역 시절 우측 수비수로 활약했다.
1979년부터 1998년까지 현역 선수로 활동한 그는 플루미넨시, 인테르나시오나우, 바스쿠 다 가마, 보타포구, 그리고 포르투갈의 포르투에서 활약했다.
그는 1980년에 캄페오나투 카리오카를 우승했고, 1982년에는 스페인에서 트로페우 주안 감페르를 우승했다. 그는 브라질 국가대표팀 일원으로 1980년 10월부터 1982년 7월까지 18번의 국가대표팀 경기에 출전했고, 아르헨티나와의 1980년 문디알리토 경기에서 득점을 기록했다. 그는 브라질 일원으로 1982년 월드컵 본선에 참가하기도 했다. 그는 포르투 소속으로 1985-86 시즌 리그를 우승했다.

## 수상
플루미넨시
- 캄페오나투 카리오카: 1980

인테르나시오나우
- 트로페우 주안 감페르: 1982

포르투
- 프리메이라리가: 1985-86